# Élections législatives de 1988 dans la Creuse
Les élections législatives françaises de 1988 se déroulent les 5 et 12 juin 1988. Dans le département de la Creuse, deux députés sont à élire dans le cadre de deux circonscriptions.

## Élus
| Circonscription | Député sortant        | Parti                 | Parti                 | Député élu ou réélu | Parti | Parti |
| --------------- | --------------------- | --------------------- | --------------------- | ------------------- | ----- | ----- |
| 1re             | Scrutin proportionnel | Scrutin proportionnel | Scrutin proportionnel | André Lejeune       |       | PS    |
| 2e              | Scrutin proportionnel | Scrutin proportionnel | Scrutin proportionnel | Gaston Rimareix     |       | PS    |

## Positionnement des partis
L'UDF et le RPR se présentent unis sous l'étiquette « Union du Rassemblement et du Centre » tandis que les candidats du Parti socialiste se rangent sous la bannière de la « Majorité présidentielle pour la France unie », slogan de la campagne présidentielle de François Mitterrand.

## Résultats

### Résultats à l'échelle du département
| Parti          | Parti                               | Premier tour | Premier tour | Second tour | Second tour | Sièges |
| Parti          | Parti                               | Voix         | %            | Voix        | %           | Sièges |
| -------------- | ----------------------------------- | ------------ | ------------ | ----------- | ----------- | ------ |
|                | Parti socialiste                    | 31 537       | 43,15        | 45 704      | 56,29       | 2      |
|                | La France unie                      | 31 537       | 43,15        | 45 704      | 56,29       | 2      |
|                |                                     |              |              |             |             |        |
|                | Rassemblement pour la République    | 27 635       | 37,81        | 35 496      | 43,71       | 0      |
|                | Union du Rassemblement et du Centre | 27 635       | 37,81        | 35 496      | 43,71       | 0      |
|                |                                     |              |              |             |             |        |
|                | Parti communiste français           | 9 573        | 13,10        |             |             | 0      |
|                | Front national                      | 3 331        | 4,56         | 0           |             |        |
|                | Ligue communiste révolutionnaire    | 842          | 1,15         | 0           |             |        |
|                | Parti ouvrier européen              | 166          | 0,23         | 0           |             |        |
|                |                                     |              |              |             |             |        |
| Inscrits       | Inscrits                            | 110 976      | 100,00       | 111 064     | 100,00      | 2      |
| Abstentions    | Abstentions                         | 36 463       | 32,86        | 28 093      | 25,29       |        |
| Votants        | Votants                             | 74 513       | 67,14        | 82 971      | 74,71       |        |
| Blancs et nuls | Blancs et nuls                      | 1 429        | 1,92         | 1 771       | 2,13        |        |
| Exprimés       | Exprimés                            | 73 084       | 98,08        | 81 200      | 97,87       |        |

### Résultats par circonscription

#### Première circonscription (Guéret)
| Candidat       | Candidat                    | Parti          | Premier tour | Premier tour | Second tour | Second tour |  |
| Candidat       | Candidat                    | Parti          | Voix         | %            | Voix        | %           |  |
| -------------- | --------------------------- | -------------- | ------------ | ------------ | ----------- | ----------- |  |
|                | André Lejeune sortant réélu | PS             | 15 912       | 45,42        | 23 139      | 60,54       |  |
|                | Jacques Viennois            | RPR (URC)      | 11 445       | 32,67        | 15 081      | 39,46       |  |
|                | Raymond Labrousse           | PCF            | 5 256        | 15           |             |             |  |
|                | Marie de La Chapelle        | FN             | 1 577        | 4,5          |             |             |  |
|                | Joël Lainé                  | LCR            | 842          | 2,4          |             |             |  |
|                |                             |                |              |              |             |             |  |
| Inscrits       | Inscrits                    | Inscrits       | 54 439       | 100,00       | 54 539      | 100,00      |  |
| Abstentions    | Abstentions                 | Abstentions    | 18 698       | 34,35        | 15 330      | 28,11       |  |
| Votants        | Votants                     | Votants        | 35 741       | 65,65        | 39 209      | 71,89       |  |
| Blancs et nuls | Blancs et nuls              | Blancs et nuls | 709          | 1,98         | 989         | 2,52        |  |
| Exprimés       | Exprimés                    | Exprimés       | 35 032       | 98,02        | 38 220      | 97,48       |  |

#### Deuxième circonscription (Aubusson)
| Candidat       | Candidat                 | Parti          | Premier tour | Premier tour | Second tour | Second tour |  |
| Candidat       | Candidat                 | Parti          | Voix         | %            | Voix        | %           |  |
| -------------- | ------------------------ | -------------- | ------------ | ------------ | ----------- | ----------- |  |
|                | Jacques Chartron sortant | RPR (URC)      | 16 190       | 42,55        | 20 415      | 47,5        |  |
|                | Gaston Rimareix élu      | PS             | 15 625       | 41,06        | 22 565      | 52,5        |  |
|                | René Debesson            | PCF            | 4 317        | 11,35        |             |             |  |
|                | Max Roux                 | FN             | 1 754        | 4,61         |             |             |  |
|                | Sylvain Dayras           | POE            | 166          | 0,44         |             |             |  |
|                |                          |                |              |              |             |             |  |
| Inscrits       | Inscrits                 | Inscrits       | 56 537       | 100,00       | 56 525      | 100,00      |  |
| Abstentions    | Abstentions              | Abstentions    | 17 765       | 31,42        | 12 763      | 22,58       |  |
| Votants        | Votants                  | Votants        | 38 772       | 68,58        | 43 762      | 77,42       |  |
| Blancs et nuls | Blancs et nuls           | Blancs et nuls | 720          | 1,86         | 782         | 1,79        |  |
| Exprimés       | Exprimés                 | Exprimés       | 38 052       | 98,14        | 42 980      | 98,21       |  |